# Coupe d'Europe de rugby à XV 2011-2012
Navigation
H-Cup 2010-2011 H-Cup 2012-2013
La Coupe d'Europe de rugby à XV 2011-2012, appelée aussi Coupe Heineken selon le nom du sponsor de la compétition (ou H-Cup en France pour cause de loi Évin sur la publicité sur le tabac et les alcools), oppose vingt-quatre clubs, provinces ou franchises, anglais, écossais, français, gallois, irlandais et italiens. Cette dix-septième édition de la compétition se déroule du 11 novembre 2011 au 19 mai 2012, date de la finale disputée au Stade de Twickenham de Londres.
La compétition est remportée par le Leinster qui bat largement l'Ulster en finale sur le score de 42 à 14.

## Présentation

### Équipes en compétition
Les vingt-quatre équipes qualifiées sont réparties comme suit : les cinq premiers de Premiership, Gloucester Rugby vainqueur de la coupe anglo-galloise et les Harlequins vainqueurs du Challenge européen, les six premiers du Top 14, les quatre franchises irlandaises, les trois meilleures franchises galloises, les deux franchises écossaises et les deux franchises italiennes de la Celtic League. La liste complète des clubs participants est la suivante :
| - Aironi Rugby - Bath Rugby - Biarritz olympique - Cardiff Blues - Castres olympique - ASM Clermont | - Connacht - Edinburgh Rugby - Glasgow Warriors - Gloucester Rugby (Coupe anglo-galloise) - Harlequins (Challenge européen) - Leicester Tigers | - Leinster (Coupe d'Europe) - Scarlets - Munster (Celtic League) - London Irish - Northampton Saints - Ospreys | - Montpellier HR - Racing Métro 92 - Saracens (Premiership) - Stade toulousain (Top 14) - Benetton Trévise - Ulster |

### Tirage au sort
Les 24 équipes sont classées en fonction de leurs résultats lors des précédentes éditions des Coupes européennes (Heineken Cup et Challenge européen). Les six équipes les mieux classées sont tête de série. Par ailleurs, chaque pays ne peut avoir qu'une seule équipe par poule, à l'exception de l'Angleterre qui cette année compte sept clubs. Le tableau suivant présente la répartition des équipes selon les quatre chapeaux avant le tirage au sort. Leur rang au classement européen est indiqué entre parenthèses.
| 1                      | 2                      | 3                     | 4                      |
| Leinster (1)           | Northampton Saints (7) | Ulster (16)           | Connacht (28)          |
| Stade toulousain (2)   | ASM Clermont (10)      | Saracens (17)         | Castres olympique (30) |
| Munster (3)            | Ospreys (11)           | Gloucester Rugby (19) | Benetton Trévise (31)  |
| Cardiff Blues (4)      | Bath Rugby (12)        | Glasgow Warriors (20) | Montpellier HR (32)    |
| Biarritz olympique (5) | Harlequins (13)        | Scarlets (21)         | Racing Métro 92 (33)   |
| Leicester Tigers (6)   | London Irish (15)      | Edinburgh Rugby (24)  | Aironi Rugby (34)      |

Le tirage s'est déroulé le 7 juin 2011 au Stade de Twickenham.

### Format
Les formations s'affrontent dans une première phase de groupes en matchs aller/retour (six matchs pour chacune des équipes soit douze rencontres par groupe). Quatre points sont accordés pour une victoire et deux pour un nul. De plus, un point de bonus est accordé par match aux équipes qui inscrivent au moins quatre essais et un point de bonus est octroyé au club perdant un match par sept points d'écart ou moins. Les six équipes arrivées en tête de leur poule, classées de 1 à 6, et les deux meilleurs deuxièmes, classées 7 et 8 sont qualifiées pour la seconde phase de la compétition. Les troisième, quatrième et cinquième meilleurs deuxièmes sont reversés au stade des quarts de finale du Challenge européen. Les oppositions en quarts de finale sont définies de la manière suivante : équipe 1 contre équipe 8, 2-7,  3-6 et 4-5. La suite de la compétition se fait par élimination directe à chaque tour.

## Première phase

### Notations et règles de classement
Dans les tableaux de classement suivants, les différentes abréviations et couleurs signifient :
|  | Qualifié pour les quarts de finale.                         |
|  | Reversé en quart de finale du Challenge européen 2011-2012. |
|  | T : Tenant du titre 2011                                    |

Attribution des points : victoire sur tapis vert : 5, victoire : 4, match nul : 2, défaite : 0, forfait : -2 ; plus les bonus (offensif : au moins 4 essais marqués ; défensif : défaite par 7 points d'écart ou moins).
Règles de classement :
- équipes dans la même poule : 1. points terrain ; 2. points terrain obtenus dans les matchs entre équipes concernées ; 3. nombre d'essais marqués dans les matchs entre équipes concernées ; 4. différence de points dans les matchs entre équipes concernées.
- équipes dans des poules différentes : 1. points terrain ; 2. nombre d'essais marqués ; 3. différence de points ; 4. nombre de joueurs obtenus un carton jaune et/ou suspendus ; 5. tirage à pile ou face.

### Poule 1
| \| Rang \| Équipe \| J \| V \| N \| D \| Em \| Ee \| Bo \| Bd \| Pm \| Pe \| Diff \| Pts \| \| ---- \| ------------------ \| - \| - \| - \| - \| -- \| -- \| -- \| -- \| --- \| --- \| ---- \| --- \| \| 1 \| Munster \| 6 \| 6 \| 0 \| 0 \| 14 \| 10 \| 1 \| 0 \| 163 \| 118 \| +45 \| 25 \| \| 2 \| Scarlets \| 6 \| 3 \| 0 \| 3 \| 12 \| 9 \| 1 \| 2 \| 119 \| 124 \| -5 \| 15 \| \| 3 \| Northampton Saints \| 6 \| 2 \| 0 \| 4 \| 18 \| 16 \| 2 \| 2 \| 176 \| 160 \| +16 \| 12 \| \| 4 \| Castres olympique \| 6 \| 1 \| 0 \| 5 \| 10 \| 19 \| 1 \| 2 \| 111 \| 167 \| -56 \| 7 \| |                    |   |   |   |   |    |    |    |    |     |     |      |     |
| Rang | Équipe             | J | V | N | D | Em | Ee | Bo | Bd | Pm  | Pe  | Diff | Pts |
| 1 | Munster            | 6 | 6 | 0 | 0 | 14 | 10 | 1  | 0  | 163 | 118 | +45  | 25  |
| 2 | Scarlets           | 6 | 3 | 0 | 3 | 12 | 9  | 1  | 2  | 119 | 124 | -5   | 15  |
| 3 | Northampton Saints | 6 | 2 | 0 | 4 | 18 | 16 | 2  | 2  | 176 | 160 | +16  | 12  |
| 4 | Castres olympique  | 6 | 1 | 0 | 5 | 10 | 19 | 1  | 2  | 111 | 167 | -56  | 7   |

| 12 novembre | Parc y Scarlets | Scarlets | 31 – 23 | Castres olympique  |
| 12 novembre | Thomond Park    | Munster  | 23 – 21 | Northampton Saints |

| 18 novembre | Franklin's Gardens  | Northampton Saints | 23 – 28 | Scarlets |
| 19 novembre | Stade Ernest-Wallon | Castres olympique  | 24 – 27 | Munster  |

| 10 décembre | Parc y Scarlets      | Scarlets          | 14 – 17 | Munster            |
| 10 décembre | Stade Pierre-Antoine | Castres olympique | 41 – 22 | Northampton Saints |

| 18 décembre | Thomond Park       | Munster            | 19 – 13 | Scarlets          |
| 18 décembre | Franklin's Gardens | Northampton Saints | 45 – 0  | Castres olympique |

| 14 janvier | Thomond Park    | Munster  | 26 – 10 | Castres olympique  |
| 14 janvier | Parc y Scarlets | Scarlets | 17 – 29 | Northampton Saints |

| 21 janvier | Stade Pierre-Antoine | Castres olympique  | 13 – 16 | Scarlets |
| 21 janvier | Franklin's Gardens   | Northampton Saints | 36 – 51 | Munster  |

### Poule 2
| \| Rang \| Équipe \| J \| V \| N \| D \| Em \| Ee \| Bo \| Bd \| Pm \| Pe \| Diff \| Pts \| \| ---- \| --------------- \| - \| - \| - \| - \| -- \| -- \| -- \| -- \| --- \| --- \| ---- \| --- \| \| 1 \| Édimbourg Rugby \| 6 \| 5 \| 0 \| 1 \| 17 \| 11 \| 2 \| 0 \| 156 \| 138 \| +18 \| 22 \| \| 2 \| Cardiff Blues \| 6 \| 5 \| 0 \| 1 \| 9 \| 5 \| 0 \| 1 \| 145 \| 110 \| +35 \| 21 \| \| 3 \| London Irish \| 6 \| 1 \| 0 \| 5 \| 7 \| 11 \| 1 \| 4 \| 116 \| 139 \| -23 \| 9 \| \| 4 \| Racing Métro 92 \| 6 \| 1 \| 0 \| 5 \| 13 \| 19 \| 1 \| 4 \| 160 \| 190 \| -30 \| 9 \| |                 |   |   |   |   |    |    |    |    |     |     |      |     |
| Rang | Équipe          | J | V | N | D | Em | Ee | Bo | Bd | Pm  | Pe  | Diff | Pts |
| 1 | Édimbourg Rugby | 6 | 5 | 0 | 1 | 17 | 11 | 2  | 0  | 156 | 138 | +18  | 22  |
| 2 | Cardiff Blues   | 6 | 5 | 0 | 1 | 9  | 5  | 0  | 1  | 145 | 110 | +35  | 21  |
| 3 | London Irish    | 6 | 1 | 0 | 5 | 7  | 11 | 1  | 4  | 116 | 139 | -23  | 9   |
| 4 | Racing Métro 92 | 6 | 1 | 0 | 5 | 13 | 19 | 1  | 4  | 160 | 190 | -30  | 9   |

| 11 novembre | Stade olympique Yves-du-Manoir | Racing Métro 92 | 20 – 26 | Cardiff Blues   |
| 12 novembre | Madejski Stadium               | London Irish    | 19 – 20 | Edinburgh Rugby |

| 18 novembre | Cardiff City Stadium | Cardiff Blues   | 24 – 18 | London Irish    |
| 18 novembre | Murrayfield Stadium  | Edinburgh Rugby | 48 – 47 | Racing Métro 92 |

| 9 décembre  | Cardiff City Stadium           | Cardiff Blues   | 25 – 8  | Edinburgh Rugby |
| 10 décembre | Stade olympique Yves-du-Manoir | Racing Métro 92 | 14 – 34 | London Irish    |

| 16 décembre | Murrayfield Stadium | Edinburgh Rugby | 19 – 12 | Cardiff Blues   |
| 17 décembre | Madejski Stadium    | London Irish    | 19 – 25 | Racing Métro 92 |

| 13 janvier | Stade olympique Yves-du-Manoir | Racing Métro 92 | 24 – 27 | Edinburgh Rugby |
| 14 janvier | Madejski Stadium               | London Irish    | 15 – 22 | Cardiff Blues   |

| 22 janvier | Cardiff City Stadium | Cardiff Blues   | 36 – 30 | Racing Métro 92 |
| 22 janvier | Murrayfield Stadium  | Edinburgh Rugby | 34 – 11 | London Irish    |

### Poule 3
| \| Rang \| Équipe \| J \| V \| N \| D \| Em \| Ee \| Bo \| Bd \| Pm \| Pe \| Diff \| Pts \| \| ---- \| ---------------- \| - \| - \| - \| - \| -- \| -- \| -- \| -- \| --- \| --- \| ---- \| --- \| \| 1 \| Leinster (T) \| 6 \| 5 \| 1 \| 0 \| 18 \| 7 \| 2 \| 0 \| 172 \| 88 \| +84 \| 24 \| \| 2 \| Glasgow Warriors \| 6 \| 2 \| 1 \| 3 \| 8 \| 12 \| 0 \| 2 \| 106 \| 133 \| -27 \| 12 \| \| 3 \| Bath Rugby \| 6 \| 2 \| 0 \| 4 \| 11 \| 15 \| 0 \| 3 \| 122 \| 151 \| -29 \| 11 \| \| 4 \| Montpellier HR \| 6 \| 1 \| 2 \| 3 \| 8 \| 11 \| 0 \| 2 \| 84 \| 112 \| -28 \| 10 \| |                  |   |   |   |   |    |    |    |    |     |     |      |     |
| Rang | Équipe           | J | V | N | D | Em | Ee | Bo | Bd | Pm  | Pe  | Diff | Pts |
| 1 | Leinster (T)     | 6 | 5 | 1 | 0 | 18 | 7  | 2  | 0  | 172 | 88  | +84  | 24  |
| 2 | Glasgow Warriors | 6 | 2 | 1 | 3 | 8  | 12 | 0  | 2  | 106 | 133 | -27  | 12  |
| 3 | Bath Rugby       | 6 | 2 | 0 | 4 | 11 | 15 | 0  | 3  | 122 | 151 | -29  | 11  |
| 4 | Montpellier HR   | 6 | 1 | 2 | 3 | 8  | 11 | 0  | 2  | 84  | 112 | -28  | 10  |

| 12 novembre | Stade de la Mosson | Montpellier HR   | 16 – 16 | Leinster   |
| 13 novembre | Firhill Stadium    | Glasgow Warriors | 26 – 21 | Bath Rugby |

| 20 novembre | RDS Arena             | Leinster   | 38 – 13 | Glasgow Warriors |
| 20 novembre | The Recreation Ground | Bath Rugby | 16 – 13 | Montpellier HR   |

| 11 décembre | Firhill Stadium       | Glasgow Warriors | 20 – 15 | Montpellier HR |
| 11 décembre | The Recreation Ground | Bath Rugby       | 13 – 18 | Leinster       |

| 17 décembre | Stade Yves-du-Manoir | Montpellier HR | 13 – 13 | Glasgow Warriors |
| 17 décembre | Aviva Stadium        | Leinster       | 52 – 27 | Bath Rugby       |

| 14 janvier | Stade Yves-du-Manoir | Montpellier HR   | 24 – 22 | Bath Rugby |
| 15 janvier | Firhill Stadium      | Glasgow Warriors | 16 – 23 | Leinster   |

| 22 janvier | RDS Arena             | Leinster   | 25 – 3  | Montpellier HR   |
| 22 janvier | The Recreation Ground | Bath Rugby | 23 – 18 | Glasgow Warriors |

### Poule 4
| \| Rang \| Équipe \| J \| V \| N \| D \| Em \| Ee \| Bo \| Bd \| Pm \| Pe \| Diff \| Pts \| \| ---- \| ---------------- \| - \| - \| - \| - \| -- \| -- \| -- \| -- \| --- \| --- \| ---- \| --- \| \| 1 \| ASM Clermont \| 6 \| 4 \| 0 \| 2 \| 26 \| 5 \| 2 \| 2 \| 215 \| 69 \| +146 \| 20 \| \| 2 \| Ulster \| 6 \| 4 \| 0 \| 2 \| 16 \| 8 \| 3 \| 1 \| 158 \| 87 \| +71 \| 20 \| \| 3 \| Leicester Tigers \| 6 \| 4 \| 0 \| 2 \| 13 \| 8 \| 1 \| 0 \| 123 \| 117 \| +6 \| 17 \| \| 4 \| Aironi Rugby \| 6 \| 0 \| 0 \| 6 \| 4 \| 38 \| 0 \| 0 \| 51 \| 274 \| -223 \| 0 \| |                  |   |   |   |   |    |    |    |    |     |     |      |     |
| Rang | Équipe           | J | V | N | D | Em | Ee | Bo | Bd | Pm  | Pe  | Diff | Pts |
| 1 | ASM Clermont     | 6 | 4 | 0 | 2 | 26 | 5  | 2  | 2  | 215 | 69  | +146 | 20  |
| 2 | Ulster           | 6 | 4 | 0 | 2 | 16 | 8  | 3  | 1  | 158 | 87  | +71  | 20  |
| 3 | Leicester Tigers | 6 | 4 | 0 | 2 | 13 | 8  | 1  | 0  | 123 | 117 | +6   | 17  |
| 4 | Aironi Rugby     | 6 | 0 | 0 | 6 | 4  | 38 | 0  | 0  | 51  | 274 | -223 | 0   |

| 12 novembre | Stade Luigi-Zaffanella | Aironi Rugby | 12 – 28 | Leicester Tigers |
| 12 novembre | Ravenhill Stadium      | Ulster       | 16 – 11 | ASM Clermont     |

| 18 novembre | Stade Marcel-Michelin | ASM Clermont     | 54 – 3 | Aironi Rugby |
| 19 novembre | Welford Road Stadium  | Leicester Tigers | 20 – 9 | Ulster       |

| 9 décembre  | Ravenhill Stadium     | Ulster       | 31 – 10 | Aironi Rugby     |
| 11 décembre | Stade Marcel-Michelin | ASM Clermont | 30 – 12 | Leicester Tigers |

| 17 décembre | Welford Road Stadium   | Leicester Tigers | 23 – 19 | ASM Clermont |
| 17 décembre | Stade Luigi-Zaffanella | Aironi Rugby     | 20 – 46 | Ulster       |

| 13 janvier | Ravenhill Stadium      | Ulster       | 41 – 7 | Leicester Tigers |
| 14 janvier | Stade Luigi-Zaffanella | Aironi Rugby | 0 – 82 | ASM Clermont     |

| 21 janvier | Stade Marcel-Michelin | ASM Clermont     | 19 – 15 | Ulster       |
| 21 janvier | Welford Road Stadium  | Leicester Tigers | 33 – 6  | Aironi Rugby |

### Poule 5
| \| Rang \| Équipe \| J \| V \| N \| D \| Em \| Ee \| Bo \| Bd \| Pm \| Pe \| Diff \| Pts \| \| ---- \| ------------------ \| - \| - \| - \| - \| -- \| -- \| -- \| -- \| --- \| --- \| ---- \| --- \| \| 1 \| Saracens \| 6 \| 5 \| 0 \| 1 \| 13 \| 10 \| 1 \| 1 \| 145 \| 107 \| +38 \| 22 \| \| 2 \| Biarritz olympique \| 6 \| 3 \| 0 \| 3 \| 18 \| 7 \| 3 \| 3 \| 143 \| 105 \| +38 \| 18 \| \| 3 \| Ospreys \| 6 \| 2 \| 1 \| 3 \| 13 \| 16 \| 1 \| 2 \| 142 \| 147 \| -5 \| 13 \| \| 4 \| Benetton Trévise \| 6 \| 1 \| 1 \| 4 \| 12 \| 23 \| 0 \| 1 \| 122 \| 193 \| -71 \| 7 \| |                    |   |   |   |   |    |    |    |    |     |     |      |     |
| Rang | Équipe             | J | V | N | D | Em | Ee | Bo | Bd | Pm  | Pe  | Diff | Pts |
| 1 | Saracens           | 6 | 5 | 0 | 1 | 13 | 10 | 1  | 1  | 145 | 107 | +38  | 22  |
| 2 | Biarritz olympique | 6 | 3 | 0 | 3 | 18 | 7  | 3  | 3  | 143 | 105 | +38  | 18  |
| 3 | Ospreys            | 6 | 2 | 1 | 3 | 13 | 16 | 1  | 2  | 142 | 147 | -5   | 13  |
| 4 | Benetton Trévise   | 6 | 1 | 1 | 4 | 12 | 23 | 0  | 1  | 122 | 193 | -71  | 7   |

| 12 novembre | Liberty Stadium | Ospreys  | 28 – 21 | Biarritz olympique |
| 13 novembre | Vicarage Road   | Saracens | 42 – 17 | Benetton Trévise   |

| 19 novembre | Parc des sports d'Aguiléra | Biarritz olympique | 15 – 10 | Saracens |
| 19 novembre | Stadio Comunale di Monigo  | Benetton Trévise   | 26 – 26 | Ospreys  |

| 10 décembre | Stadio Comunale di Monigo | Benetton Trévise | 30 – 26 | Biarritz olympique |
| 10 décembre | Wembley Stadium           | Saracens         | 31 – 26 | Ospreys            |

| 16 décembre | Liberty Stadium            | Ospreys            | 13 – 16 | Saracens         |
| 16 décembre | Parc des sports d'Aguiléra | Biarritz olympique | 29 – 12 | Benetton Trévise |

| 13 janvier | Liberty Stadium | Ospreys  | 44 – 17 | Benetton Trévise   |
| 15 janvier | Vicarage Road   | Saracens | 20 – 16 | Biarritz olympique |

| 22 janvier | Stadio Comunale di Monigo  | Benetton Trévise   | 20 – 26 | Saracens |
| 22 janvier | Parc des sports d'Aguiléra | Biarritz olympique | 36 – 5  | Ospreys  |

### Poule 6
| \| Rang \| Équipe \| J \| V \| N \| D \| Em \| Ee \| Bo \| Bd \| Pm \| Pe \| Diff \| Pts \| \| ---- \| ---------------- \| - \| - \| - \| - \| -- \| -- \| -- \| -- \| --- \| --- \| ---- \| --- \| \| 1 \| Stade toulousain \| 6 \| 4 \| 0 \| 2 \| 16 \| 11 \| 1 \| 1 \| 150 \| 105 \| +45 \| 18 \| \| 2 \| Harlequins \| 6 \| 4 \| 0 \| 2 \| 11 \| 7 \| 0 \| 1 \| 122 \| 94 \| +28 \| 17 \| \| 3 \| Gloucester Rugby \| 6 \| 3 \| 0 \| 3 \| 10 \| 12 \| 1 \| 2 \| 111 \| 122 \| -11 \| 15 \| \| 4 \| Connacht \| 6 \| 1 \| 0 \| 5 \| 5 \| 12 \| 0 \| 2 \| 68 \| 130 \| -62 \| 6 \| |                  |   |   |   |   |    |    |    |    |     |     |      |     |
| Rang | Équipe           | J | V | N | D | Em | Ee | Bo | Bd | Pm  | Pe  | Diff | Pts |
| 1 | Stade toulousain | 6 | 4 | 0 | 2 | 16 | 11 | 1  | 1  | 150 | 105 | +45  | 18  |
| 2 | Harlequins       | 6 | 4 | 0 | 2 | 11 | 7  | 0  | 1  | 122 | 94  | +28  | 17  |
| 3 | Gloucester Rugby | 6 | 3 | 0 | 3 | 10 | 12 | 1  | 2  | 111 | 122 | -11  | 15  |
| 4 | Connacht         | 6 | 1 | 0 | 5 | 5  | 12 | 0  | 2  | 68  | 130 | -62  | 6   |

| 11 novembre | The Stoop           | Harlequins       | 25 – 17 | Connacht         |
| 13 novembre | Stade Ernest-Wallon | Stade toulousain | 21 – 17 | Gloucester Rugby |

| 19 novembre | Kingsholm Stadium   | Gloucester Rugby | 9 – 28  | Harlequins       |
| 19 novembre | Galway Sportsground | Connacht         | 10 – 36 | Stade toulousain |

| 9 décembre  | The Stoop           | Harlequins | 10 – 21 | Stade toulousain |
| 10 décembre | Galway Sportsground | Connacht   | 10 – 14 | Gloucester Rugby |

| 17 décembre | Kingsholm Stadium | Gloucester Rugby | 23 – 19 | Connacht   |
| 18 décembre | Stadium           | Stade toulousain | 24 – 31 | Harlequins |

| 14 janvier | Stade Ernest-Wallon | Stade toulousain | 24 – 3  | Connacht         |
| 14 janvier | The Stoop           | Harlequins       | 20 – 14 | Gloucester Rugby |

| 20 janvier | Galway Sportsground | Connacht         | 9 – 8   | Harlequins       |
| 20 janvier | Kingsholm Stadium   | Gloucester Rugby | 34 – 24 | Stade toulousain |

## Phase finale
Les six premiers et les deux meilleurs deuxièmes sont qualifiés pour les quarts de finale. Les huit équipes sont classées de 1 à 8 pour obtenir le tableau des quarts de finale :
| Rang | Club                     | Pts | EM |
| ---- | ------------------------ | --- | -- |
| 1    | Munster                  | 25  | 14 |
| 2    | Leinster                 | 24  | 18 |
| 3    | Edinburgh Rugby          | 22  | 17 |
| 4    | Saracens                 | 22  | 13 |
| 5    | ASM Clermont Auvergne    | 20  | 26 |
| 6    | Stade toulousain         | 18  | 16 |
| 7    | Cardiff Blues (deuxième) | 21  | 9  |
| 8    | Ulster (deuxième)        | 20  | 16 |

### Tableau final
|  | Quarts de finale                             | Quarts de finale                             |                       |    | Demi-finales                         | Demi-finales                         |  |  | Finale                                    | Finale                                    |
|  | Quarts de finale                             | Quarts de finale                             |                       |    | Demi-finales                         | Demi-finales                         |  |  | Finale                                    | Finale                                    |
|  |                                              |                                              |                       |    |                                      |                                      |  |  |                                           |                                           |
|  | 8 avril 2012, Thomond Park, Limerick         | 8 avril 2012, Thomond Park, Limerick         |                       |    | 28 avril 2012, Aviva Stadium, Dublin | 28 avril 2012, Aviva Stadium, Dublin |  |  | 19 mai 2012, Stade de Twickenham, Londres | 19 mai 2012, Stade de Twickenham, Londres |
|  | 8 avril 2012, Thomond Park, Limerick         | 8 avril 2012, Thomond Park, Limerick         |                       |    | 28 avril 2012, Aviva Stadium, Dublin | 28 avril 2012, Aviva Stadium, Dublin |  |  | 19 mai 2012, Stade de Twickenham, Londres | 19 mai 2012, Stade de Twickenham, Londres |
|  | Munster                                      | 16                                           |                       |    | 28 avril 2012, Aviva Stadium, Dublin | 28 avril 2012, Aviva Stadium, Dublin |  |  | 19 mai 2012, Stade de Twickenham, Londres | 19 mai 2012, Stade de Twickenham, Londres |
|  | Munster                                      | 16                                           |                       |    | 28 avril 2012, Aviva Stadium, Dublin | 28 avril 2012, Aviva Stadium, Dublin |  |  | 19 mai 2012, Stade de Twickenham, Londres | 19 mai 2012, Stade de Twickenham, Londres |
|  | Ulster                                       | 22                                           |                       |    | 28 avril 2012, Aviva Stadium, Dublin | 28 avril 2012, Aviva Stadium, Dublin |  |  | 19 mai 2012, Stade de Twickenham, Londres | 19 mai 2012, Stade de Twickenham, Londres |
|  | Ulster                                       | 22                                           | Ulster                | 22 |                                      |                                      |  |  | 19 mai 2012, Stade de Twickenham, Londres | 19 mai 2012, Stade de Twickenham, Londres |
|  | 7 avril 2012, Murrayfield Stadium, Édimbourg |                                              | Ulster                | 22 |                                      |                                      |  |  | 19 mai 2012, Stade de Twickenham, Londres | 19 mai 2012, Stade de Twickenham, Londres |
|  |                                              | Edinburgh Rugby                              | 19                    |    |                                      |                                      |  |  | 19 mai 2012, Stade de Twickenham, Londres | 19 mai 2012, Stade de Twickenham, Londres |
|  | Edinburgh Rugby                              | Edinburgh Rugby                              | 19                    | 19 |                                      |                                      |  |  | 19 mai 2012, Stade de Twickenham, Londres | 19 mai 2012, Stade de Twickenham, Londres |
|  | Edinburgh Rugby                              |                                              |                       | 19 |                                      |                                      |  |  | 19 mai 2012, Stade de Twickenham, Londres | 19 mai 2012, Stade de Twickenham, Londres |
|  | Stade toulousain                             | 14                                           |                       |    |                                      |                                      |  |  | 19 mai 2012, Stade de Twickenham, Londres | 19 mai 2012, Stade de Twickenham, Londres |
|  | Stade toulousain                             | 14                                           | Ulster                | 14 |                                      |                                      |  |  |                                           |                                           |
|  | 8 avril 2012, Vicarage Road, Watford         |                                              | Ulster                | 14 |                                      |                                      |  |  |                                           |                                           |
|  |                                              | Leinster                                     | 42                    |    |                                      |                                      |  |  |                                           |                                           |
|  | Saracens                                     | Leinster                                     | 42                    | 3  |                                      |                                      |  |  |                                           |                                           |
|  | Saracens                                     | 29 avril 2012, Stade Chaban-Delmas, Bordeaux |                       | 3  |                                      |                                      |  |  |                                           |                                           |
|  | ASM Clermont Auvergne                        | 22                                           |                       |    |                                      |                                      |  |  |                                           |                                           |
|  | ASM Clermont Auvergne                        | 22                                           | ASM Clermont Auvergne | 15 |                                      |                                      |  |  |                                           |                                           |
|  | 7 avril 2012, Aviva Stadium, Dublin          |                                              | ASM Clermont Auvergne | 15 |                                      |                                      |  |  |                                           |                                           |
|  |                                              | Leinster                                     | 19                    |    |                                      |                                      |  |  |                                           |                                           |
|  | Leinster                                     | Leinster                                     | 19                    | 34 |                                      |                                      |  |  |                                           |                                           |
|  | Leinster                                     |                                              |                       | 34 |                                      |                                      |  |  |                                           |                                           |
|  | Cardiff Blues                                | 3                                            |                       |    |                                      |                                      |  |  |                                           |                                           |
|  | Cardiff Blues                                | 3                                            |                       |    |                                      |                                      |  |  |                                           |                                           |

### Quarts de finale
| 7 avril 2012 15 h 00 WET | Édimbourg Rugby | 19 - 14 (10 – 14) | Stade toulousain                                                                                        | Murrayfield Stadium, Édimbourg 37 881 spectateurs Arbitre : Nigel Owens |
| 7 avril 2012 15 h 00 WET | Essai(s) : 1 Blair (2e) Transformation(s) : 1 Laidlaw (3e) Pénalité(s) : 3 Laidlaw (46e, 52e, 80e) Drop(s) : 1 Laidlaw (38e) Carton(s) jaune(s) : 2 Jacobsen (26e), Rennie (28e) |                   | Essai(s) : 1 Matanavou (31e) Pénalité(s) : 3 Beauxis (5e, 20e, 29e) Carton(s) jaune(s) : 1 Servat (46e) | Murrayfield Stadium, Édimbourg 37 881 spectateurs Arbitre : Nigel Owens |
| 7 avril 2012 15 h 00 WET | |                   | | Murrayfield Stadium, Édimbourg 37 881 spectateurs Arbitre : Nigel Owens |

| 7 avril 2012 17 h 45 WET | Leinster | 34 — 3 (27 – 3) | Cardiff Blues                                                          | Aviva Stadium, Dublin 50 340 spectateurs Arbitre : Dave Pearson |
| 7 avril 2012 17 h 45 WET | Essai(s) : 4 Nacewa (11e), Kearney (29e, 46e), O'Driscoll (33e) Transformation(s) : 4 Sexton (13e, 30e, 34e, 47e) Pénalité(s) : 2 Sexton (7e, 21e) |                 | Pénalité(s) : 1 Halfpenny (1re) Carton(s) jaune(s) : 1 Tom James (78e) | Aviva Stadium, Dublin 50 340 spectateurs Arbitre : Dave Pearson |
| 7 avril 2012 17 h 45 WET | |                 |                                                                        | Aviva Stadium, Dublin 50 340 spectateurs Arbitre : Dave Pearson |

| 8 avril 2012 13 h 45 WET | Munster                                                                                           | 16 — 22 (10 – 19) | Ulster | Thomond Park, Limerick 25 600 spectateurs Arbitre : Romain Poite |
| 8 avril 2012 13 h 45 WET | Essai(s) : 1 Zebo (33e) Transformation(s) : 1 O'Gara (34e) Pénalité(s) : 3 O'Gara (40e, 48e, 60e) |                   | Essai(s) : 1 Gilroy (15e) Transformation(s) : 1 Pienaar (16e) Pénalité(s) : 4 Pienaar (4e, 10e, 19e, 58e) Drop(s) : 1 Humphreys (31e) Carton(s) jaune(s) : 1 Henry (36e) | Thomond Park, Limerick 25 600 spectateurs Arbitre : Romain Poite |
| 8 avril 2012 13 h 45 WET |                                                                                                   |                   | | Thomond Park, Limerick 25 600 spectateurs Arbitre : Romain Poite |

| 8 avril 2012 16 h 30 WET | Saracens                      | 3 — 22 (3 – 9) | ASM Clermont | Vicarage Road, Watford 11 047 spectateurs Arbitre : Alain Rolland |
| 8 avril 2012 16 h 30 WET | Pénalité(s) : 1 Farrell (14e) |                | Essai(s) : 1 Byrne (43e) Transformation(s) : 1 James (44e) Pénalité(s) : 4 James 4 (6e, 9e, 12e, 54e) Drop(s) : 1 James (48e) | Vicarage Road, Watford 11 047 spectateurs Arbitre : Alain Rolland |
| 8 avril 2012 16 h 30 WET |                               |                | | Vicarage Road, Watford 11 047 spectateurs Arbitre : Alain Rolland |

### Demi-finales
| 28 avril 2012 17 h 45 WET | Ulster | 22 — 19 (13 – 6) | Édimbourg Rugby                                                                                             | Aviva Stadium, Dublin 45 147 spectateurs Arbitre : Romain Poite |
| 28 avril 2012 17 h 45 WET | Essai(s) : 1 Wannenburg (14e) Transformation(s) : 1 Pienaar (16e) Pénalité(s) : 5 Pienaar (5e, 38e, 58e, 62e, 75e) Carton(s) jaune(s) : 1 Terblanche (28e) |                  | Essai(s) : 1 Thompson (80e) Transformation(s) : 1 Laidlaw (80e) Pénalité(s) : 4 Laidlaw (8e, 11e, 40e, 45e) | Aviva Stadium, Dublin 45 147 spectateurs Arbitre : Romain Poite |
| 28 avril 2012 17 h 45 WET | |                  | | Aviva Stadium, Dublin 45 147 spectateurs Arbitre : Romain Poite |

| 29 avril 2012 16 h 00 CET | ASM Clermont                                    | 15 — 19 (12 – 6) | Leinster | Stade Jacques-Chaban-Delmas, Bordeaux 32 397 spectateurs Arbitre : Wayne Barnes |
| 29 avril 2012 16 h 00 CET | Pénalité(s) : 5 James (17e, 31e, 36e, 39e, 52e) |                  | Essai(s) : 1 Healy (41e) Transformation(s) : 1 Sexton (42e) Pénalité(s) : 3 Sexton (7e, 34e, 62e) Drop(s) : 1 Kearney (46e) | Stade Jacques-Chaban-Delmas, Bordeaux 32 397 spectateurs Arbitre : Wayne Barnes |
| 29 avril 2012 16 h 00 CET |                                                 |                  | | Stade Jacques-Chaban-Delmas, Bordeaux 32 397 spectateurs Arbitre : Wayne Barnes |

### Finale
| 19 mai 2012 17 h 00 WET | Ulster | 14 — 42 (6 – 14) | Leinster | Stade de Twickenham, Londres 81 774 spectateurs Arbitre : Nigel Owens |
| 19 mai 2012 17 h 00 WET | Essai(s) : 1 Tuohy (61e) Pénalité(s) : 3 Pienaar (8e, 40+1re, 49e) Carton(s) jaune(s) : 1 Terblanche (73e) |                  | Essai(s) : 5 O'Brien (13e), Healy (32e), de pénalité (45e), van der Merwe (76e), Cronin (80e) Transformation(s) : 4 Sexton (14e, 33e, 46e), McFadden (81e) Pénalité(s) : 3 Sexton (52e, 68e, 74e) | Stade de Twickenham, Londres 81 774 spectateurs Arbitre : Nigel Owens |
| 19 mai 2012 17 h 00 WET | |                  | | Stade de Twickenham, Londres 81 774 spectateurs Arbitre : Nigel Owens |

Évolution du score   3-0, 3-7, 3-14, 6-14, m-t., 6-21, 9-21, 9-24, 14-24, 14-27, 14-30, 14-35, 14-42

## Statistiques

### Meilleurs réalisateurs[7]
| Rang | Joueur          | Club             | Points | Essais | Transf. | Pén. | Drops |
| ---- | --------------- | ---------------- | ------ | ------ | ------- | ---- | ----- |
| 1    | Jonathan Sexton | Leinster         | 103    | 1      | 19      | 20   | 0     |
| 2    | Ronan O'Gara    | Munster          | 102    | 0      | 12      | 24   | 2     |
| 3    | Greig Laidlaw   | Édimbourg Rugby  | 94     | 1      | 16      | 17   | 2     |
| 4    | Owen Farrell    | Saracens         | 88     | 1      | 10      | 21   | 0     |
| 5    | Ruan Pienaar    | Ulster           | 80     | 0      | 7       | 22   | 0     |
| 6    | Dan Biggar      | Ospreys          | 72     | 0      | 9       | 18   | 0     |
| 7    | Nick Evans      | Harlequins       | 67     | 0      | 8       | 17   | 0     |
| 8    | Brock James     | ASM Clermont     | 62     | 2      | 11      | 9    | 1     |
| 9    | Dan Parks       | Cardiff Blues    | 59     | 0      | 4       | 15   | 2     |
| 10   | Duncan Weir     | Glasgow Warriors | 58     | 0      | 5       | 16   | 0     |

### Meilleurs marqueurs[8]
| Rang | Joueur           | Club               | Essais |
| ---- | ---------------- | ------------------ | ------ |
| 1    | Timoci Matanavou | Stade toulousain   | 8      |
| 2    | Rob Kearney      | Leinster           | 6      |
| 3    | Mike Brown       | Harlequins         | 5      |
| -    | Julien Malzieu   | ASM Clermont       | 5      |
| 5    | Iain Balshaw     | Biarritz olympique | 4      |
| -    | Ashley Beck      | Ospreys            | 4      |
| -    | Lee Byrne        | ASM Clermont       | 4      |
| -    | Alex Cuthbert    | Cardiff Blues      | 4      |
| -    | Takudzwa Ngwenya | Biarritz olympique | 4      |
| -    | Andrew Trimble   | Ulster             | 4      |
| -    | Tim Visser       | Édimbourg Rugby    | 4      |
| -    | Simon Zebo       | Munster            | 4      |